# Сергієнко Леонід Григорович
Леоні́д Григо́рович Сергіє́нко (нар. 27 квітня 1955 в Миколаївці Покровського району Дніпропетровської області) — мільйонер, громадський і державний діяч, український політик, народний депутат України. Його дочка є дружиною відомого дніпровського політика, народного депутата Андрія Павелка.

## Життєпис і політика
У 1981 році закінчив Дніпровський державний університет за спеціальністю «радіофізик, інженер-електронник».
Після закінчення навчання пішов працювати на Дніпропетровський машинобудівний завод наладчиком радіоапаратури. Через рік, 1982 року пішов на підвищення і став заступником начальника цеху. 1983 року пішов з заводу і став працювати на овочевій базі електрослюсарем.
Із розпадом СРСР став заробляти торгівлею білоруськими шпалерами. 1995 року заснував завод з виробництва шпалер «Дніпромайн» (нині — «Вініл»), згодом німецькі партнери покинули роботу в компанії, залишивши її Сергієнкові. Тоді ж Леонід відкрив компанію «Ніктранс», що займалась перевезеннями. Став депутатом міської ради і отримав головні маршрути міста для своєї компанії. У парку Сергієнко понад 125 вантажівок Volvo і Mercedes.
З 2002 року серйозно займається політикою. Після обрання депутатом парламенту, Сергієнко лобіював інтереси свого бізнесу, був автором законопроєктів, які передбачали скасування податків при ввезенні в Україну сировини для виробництва шпалер.
У ВРУ Леонід спочатку працював у фракції ЗаЄдУ, потім перейшов до ППУ, після цього приєднався до «Трудової України», далі — СПУ Олександра Мороза. На чергових виборах підприємець не пройшов до парламентуі став заступником міністра в Міністерстві транспорту, де працював до 2010 року. Після звільнення перейшов до Фронту змін Яценюка.
11 жовтня 2013 року разом із нардепом Андрєм Павелком Сергієнка виключили з фракції «Батьківщини», за систематичне невиконання рішень фракції щодо голосувань. З того часу — безпартійний.

### Політична кар'єра
Нардеп 4-го скликання з 14 травня 2002 по 25 травня 2006 за виборчим округом № 27 Дніпропетровської області, самовисування. «За» 23.35 %, 10 суперників. На час виборів: директор УН АТЗТ II «Дніпромайн» (Дніпро), член Партії промисловців і підприємців України.
Під час роботи в ВРУ IV скликання мав 42 помічника, VII скликання — 17.
Член фракції «Єдина Україна» (травень — червень 2002), член фракції партій ППУ та «Трудова Україна» (червень 2002 — квітень 2004), член фракції політичної партії «Трудова Україна» (квітень — грудень 2004), позафракційний (грудень 2004 — лютий 2005), член фракції СПУ (з лютого 2005). Член Комітету з питань паливно-енергетичного комплексу, ядерної політики та ядерної безпеки (з червня 2002).
Березень 2006 — кандидат в нардепи України від Соцпартії, № 40 в списку. На час виборів: нардеп, член СПУ.
З 12 грудня 2012 до 27 листопада 2014 — нардеп VII скликання, № 46 у партійному списку «Батьківщини». На момент виборів був безпартійним і президентом ТОВ «Вініл». Заступник голови Комітету Верховної Ради з питань податкової та митної політики.

## Кар'єра
- 1972–1973 — токар КБ «Прогрес» в Запоріжжі.
- 1973–1975 — служба в збройних силах СРСР.
- 1975–1981 — студент Дніпровського державного університету.
- 1981–1983 — регулювальник радіоапаратури Дніпровського машинобудівного заводу; заступник начальника цеху радіозаводу, місто Дніпропетроваськ.
- 1983–1993 — старший інженер заводу «Полімермаш»; слюсар контрольно-вимірювальних приладів і автоматики овочевої бази; електрослюсар житлово-комунального відділу заводу пресів, водій ПК «Огоньок» в Дніпрі.
- 1993–1994 — директор МП «ЭДСИ», 1994–1995 — директор АТЗТ «Буддніпросервіс».
- З 2002 — член наглядової ради Енергоатому.[13]
- 1995–2002 — директор українсько-німецького АТЗТ «Дніпромайн», Дніпро.
- 1998–2002 — депутат Дніпровської міської ради.
- Член Партій промисловців і підприємців України (2002–2005) та СПУ (з 2005).
- 23 серпня 2006 — 6 лютого 2008 — заступник Міністра транспорту та зв'язку України, 6 лютого — 10 вересня 2008 — заступник Міністра транспорту та зв'язку України — директор Державного департаменту автомобільного транспорту, 10 вересня 2008 — 1 липня 2009 — заступник Міністра транспорту та зв'язку України — директор Державної адміністрації автомобільного транспорту.

## Статки
Вважається одним з найбагатших нардепів від Бітьківщини. Згідно з декларацією за 2011 рік, він заробив 28 млн грн, його дружина — 25 млн. Леонід має шість земельних ділянок, великий будинок і квартиру, чотири дачі і сім об'єктів комерційної нерухомості. На офіційних банківських рахунках депутата близько 4 млн грн.
Декларація за 2013 рік показує прибуток в 107,8 млн грн, членів сім'ї — 21 млн грн, з яких 49 млн — «дарунки, виграші і призи».
Сергієнко брав в оренду шість земельних ділянок загальною площею 38 тис. м2 за 589.448 грн. Він має житловий будинок площею 1717,9 м2, квартиру площею 146,1 м2, чотири садових будинки загальною площею 2646,6 м2 та іншу нерухомість загальною площею 30.609 м2.
Нардепу належать:
- автомобілі: Toyota Tundra (2008), Lexus LX 570 (всього три штуки: 2008, 2011 і 2012 років), Mercedes S65 (2004), Mercedes Sprinter (2012), Maserati Quattroporte (2013)
- катер Super Air Nautique (2008),
- катер прогулянковий Aquador 25CE Bella OY (2010).[15]
- вертоліт Eurcopter MBB-BK (2002), придбаний за 4 мільйони 260 тисяч гривень.[16]

Великий автопарк є і у його дружини — дві Toyota Land Cruiser 1997 і 2004 року випуску, Lexus LX 570 2011 року та Mercedes ML-63 2008 року випуску, а також чотири автобуси. На рахунках в банку у Сергієнко в 2011 році перебувало 1 мільйон 778 тисяч гривень, який він поклав в тому ж році. Розмір внесків у підприємства становив 1 мільйон 840 тисяч гривень.

## Сім'я
Дружина Сергієнко Томара Карповна, (* 1 лютого 1955), має одну доньку.

## Нагороди
- орден «За заслуги» III (1999), II ступенів (2004),
- почесна грамота Верховної Ради України (2005),
- кавалер Офіцерського Хреста Ордену Святого Станіслава IV ступені.